# 白襷隊
白襷隊（しろだすきたい）は、日露戦争の旅順攻囲戦における第3回総攻撃において編成・投入された特別予備隊である。「白襷隊」とは、夜襲の際、味方を識別するために将士ともに白襷を掛けていたことに由来する名称であり、日露戦争後になってこう呼ばれるようになった（従って正式な部隊名ではない）。

## 概要
1904年（明治37年）11月23日、ロシア帝国陸軍の旅順要塞を攻囲していた大日本帝国陸軍第3軍は、第3回総攻撃の命令を下達した。この際に、後に「白襷隊」と呼ばれることになる、第3軍司令官直轄の特別予備隊（決死隊）が編成された。特別予備隊は、中村覚少将（第1師団 歩兵第2旅団長）の強硬な意見具申を容れて編成されたものであり、第3軍の参謀の多くは反対していたが、乃木希典大将（第3軍司令官）の決断で編成が決まった。発案者である中村少将自身が、特別予備隊の総指揮官となった。
特別予備隊の編成は下記の通り。
- 特別予備隊司令部（総指揮官：中村覚少将〈第1師団 歩兵第2旅団長〉。8名）[2]
  - 第1師団 混成連隊[2]（指揮官：大久保直道歩兵中佐[1]。832名）[1]
  - 第7師団 歩兵第25連隊（ただし第3大隊欠。指揮官：渡辺水哉歩兵大佐〈歩兵第25連隊長〉[1]。1,565名）[1]
  - 第9師団 歩兵第35連隊 第2大隊（指揮官：田中武雄歩兵大尉[1]。345名）[1]
  - 第11師団 歩兵第12連隊 第1大隊（指揮官：児玉象一郎歩兵少佐[1]。332名）[1]
  - 第9師団 第9工兵大隊より1個小隊（31名）[1]

計 3,113名。
他に、蟻川五郎作歩兵少佐（特別予備隊参謀）、第7師団衛生隊。
第3回総攻撃は11月26日8時の砲兵部隊による準備射撃をもって開始され、同日13時に歩兵部隊の突撃が始まった。同日17時、第3軍は特別予備隊に戦闘加入を命じた。
11月26日18時に前進を開始した特別予備隊は、水師営から松樹山北西麓に進み、26日21時頃に敵堡塁間近の第一線散兵濠に突入したが、地雷の爆発により潰乱し、味方識別のために掛けていた白襷がロシア軍の探照灯照射によって反射し目立ったため大損害を受けた。将校の多くが死傷し、総指揮官の中村少将も重傷を負った。状況を知った第3軍は、27日2時30分に退却命令を発し、死傷者を収容した特別予備隊は、夜明けまでの間に後退を終えた。
特別予備隊の損害は下記の通り（微傷在隊者〈将校4名、下士兵卒119名、計123名〉は含まず）。
- 戦死者：将校19名、下士兵卒53名、計72名。
- 戦傷者：将校43名、下士兵卒763名、計806名。
- 行方不明者：将校10名、下士兵卒498名、計508名。

戦死者・戦傷者・行方不明者の合計：将校72名、下士兵卒1,314名、計1,386名（総員3,113名の45％）。

## 203高地の戦いへ
白襷隊の敗北の報を受けた第3軍司令官の乃木希典大将は従来の方針を転換し、203高地の攻略を命じた。

## 評価
桑原嶽（陸士52期、陸軍少佐〈帝国陸軍〉、陸将補〈陸上自衛隊〉）は
「約10年後の第一次世界大戦において、エーリヒ・ルーデンドルフが、旅順要塞と同じく「攻略不能」と評されていたリエージュ要塞を攻略するために採用した戦術（歩兵6個旅団による永久要塞への夜襲。旅団長と連隊長が次々に戦死する激戦であったが、作戦目標を達成した）は、白襷隊の戦術を拡大したものである。」
という趣旨を述べている。